# Aphodius impunctatus
Aphodius impunctatus là một loài bọ cánh cứng trong họ Scarabaeidae. Loài này được Waterhouse miêu tả khoa học năm 1875.